# Thomas Newman
Thomas Montgomery Newman (Los Angeles, 20 ottobre 1955) è un compositore statunitense di colonne sonore cinematografiche.
Candidato per 15 volte al Premio Oscar e 3 volte al Golden Globe; ha vinto 2 premi BAFTA, 6 Grammy Award ed 1 Premio Emmy.

## Biografia
Appartiene a una dinastia di compositori: è il figlio del compositore più volte premio Oscar Alfred Newman, ma è anche il nipote di Lionel Newman e Emil Newman, il fratello di David Newman e Maria Newman, il cugino di Randy Newman e Joey Newman.
Ha un master in composizione della Yale University, dove suonava come tastierista per la rock band "The Innocents". Prima di dedicarsi alla composizione cinematografica, scriveva musica per produzioni minori di Broadway, teatri e gruppi musicali ("The Innocents" e "Tokyo 77").
Fu John Williams, amico di Alfred e Lionel Newman, ad introdurlo al mondo dei film, chiedendogli di collaborare all'orchestrazione della colonna sonora de Il ritorno dello Jedi. Nel corso degli anni si è distinto per l'uso di una strumentazione estremamente varia ed originale, facendo uso anche di strumenti inusuali.
Tra i numerosi premi vinti, si è aggiudicato un BAFTA e un Grammy Award per la colonna sonora di American Beauty e un Emmy Award per Six Feet Under. Dell'autore, colonne sonore di rilievo da ricordare sono sicuramente quelle relative a Le ali della libertà, Era mio padre, Revolutionary Road e Il miglio verde. Tra il 2013 ed il 2014 si aggiudica il secondo BAFTA, il sesto Grammy e riceve una nomination al premio Oscar per la colonna sonora del film Skyfall, di Sam Mendes. Nel 2015 sostituisce John Williams quale compositore della colonna sonora per Il ponte delle spie di Steven Spielberg, per la quale ottiene una candidatura ai Premi Oscar e BAFTA.

### Vita privata
Sposato con Ann Marie Zirbes, ha tre figli: Evan, Julia e Jack.

## Colonne sonore
- The Paper Chase - serie TV (1978)
- The Seduction of Gina - film TV (1984)
- Amare con rabbia (Reckless), regia di James Foley (1984)
- La rivincita dei nerds (Revenge of the Nerds), regia di Jeff Kanew (1984)
- Bulldozer (Grandview, U.S.A.), regia di Randal Kleiser (1984)
- Summer's End, regia di Beth Brickell (1985)
- Cercasi Susan disperatamente (Desperately Seeking Susan), regia di Susan Seidelman (1985)
- Girls Just Want to Have Fun, regia di Alan Metter (1985)
- L'uomo con la scarpa rossa (The Man with One Red Shoe), regia di Stan Dragoti (1985)
- Scuola di geni (Real Genius), regia di Martha Coolidge (1985)
- Storie incredibili (Amazing Stories) - serie TV, episodio 1x11 (1985)
- Gung Ho, regia di Ron Howard (1986)
- Jumpin' Jack Flash, regia di Penny Marshall (1986)
- La luce del giorno (Light of Day), regia di Paul Schrader (1987)
- Ragazzi perduti (The Lost Boys), regia di Joel Schumacher (1987)
- Al di là di tutti i limiti (Less Than Zero), regia di Marek Kanievska (1987)
- Non è stata una vacanza... è stata una guerra! (The Great Outdoors), regia di Howard Deutch (1988)
- Il principe di Pennsylvania (The Prince of Pennsylvania), regia di Ron Nyswaner (1988)
- Cookie, regia di Susan Seidelman (1989)
- Gli uomini della mia vita (Men Don't Leave), regia di Paul Brickman (1990)
- Heat wave - onda di fuoco (Heat Wave) - film TV (1990)
- Against the Law - serie TV (1990)
- Roxy - Il ritorno di una stella (Welcome Home, Roxy Carmichael), regia di Jim Abrahams (1990)
- Tutto può accadere (Career Opportunities), regia di Bryan Gordon (1991)
- Tango nudo (Naked Tango), regia di Leonard Schrader (1991)
- Sacrificio fatale (The Rapture), regia di Michael Tolkin (1991)
- Doppio inganno (Deceived), regia di Damian Harris (1991)
- The Linguini Incident, regia di Richard Shepard (1991)
- Pomodori verdi fritti alla fermata del treno (Fried Green Tomatoes), regia di Jon Avnet (1991)
- Those Secrets - film TV (1992)
- I protagonisti (The Player), regia di Robert Altman (1992)
- Perversione mortale (Whispers in the Dark), regia di Christopher Crowe (1992)
- Citizen Cohn - film TV (1992)
- Scent of a Woman - Profumo di donna (Scent of a Woman), regia di Martin Brest (1992)
- Omicidi di provincia (Flesh and Bone), regia di Steve Kloves (1993)
- Una strana coppia di svitati (Josh and S.A.M.), regia di Billy Weber (1993)
- Amici per gioco, amici per sesso (Threesome), regia di Andrew Fleming (1994)
- A letto con l'amico (The Favor), regia di Donald Petrie (1994)
- Una moglie per papà (Corrina, Corrina), regia di Jessie Nelson (1994) (tema)
- Le ali della libertà (The Shawshank Redemption), regia di Frank Darabont (1994)
- The War, regia di Jon Avnet (1994)
- Piccole donne (Little Women), regia di Gillian Armstrong (1994)
- Eroi di tutti i giorni (Unstrung Heroes), regia di Diane Keaton (1995)
- Gli anni dei ricordi (How to Make an American Quilt), regia di Jocelyn Moorhouse (1995)
- Qualcosa di personale (Up Close & Personal), regia di Jon Avnet (1996)
- Phenomenon, regia di Jon Turteltaub (1996)
- American Buffalo, regia di Michael Corrente (1996)
- Larry Flynt - Oltre lo scandalo (The People vs. Larry Flynt), regia di Miloš Forman (1996)
- Mad City - Assalto alla notizia (Mad City), regia di Costa Gavras (1997)
- L'angolo rosso - Colpevole fino a prova contraria (Red Corner), regia di Jon Avnet (1997)
- Oscar e Lucinda (Oscar and Lucinda), regia di Gillian Armstrong (1997)
- L'uomo che sussurrava ai cavalli (The Horse Whisperer), regia di Robert Redford (1998)
- Vi presento Joe Black (Meet Joe Black), regia di Martin Brest (1998)
- American Beauty, regia di Sam Mendes (1999)
- Il miglio verde (The Green Mile), regia di Frank Darabont (1999)
- Erin Brockovich - Forte come la verità (Erin Brockovich), regia di Steven Soderbergh (2000)
- My Khmer Heart (2000)
- Un sogno per domani (Pay It Forward), regia di Mimi Leder (2000)
- Boston Public - serie TV (2000)
- In the Bedroom, regia di Todd Field (2001)
- Six Feet Under - serie TV (2001)
- The Execution of Wanda Jean (2002)
- Salton Sea - Incubi e menzogne (The Salton Sea), regia di D. J. Caruso (2002)
- Era mio padre (Road to Perdition), regia di Sam Mendes (2002)
- White Oleander, regia di Peter Kosminsky (2002)
- Alla ricerca di Nemo (Finding Nemo), regia di Andrew Stanton (2003)
- Angels in America, regia di Mike Nichols - miniserie TV (2003)
- Katedralen 1.z - film TV (2004)
- Hope Springs Eternal: A Look Back at "The Shawshank Redemption" (2004)
- Lemony Snicket - Una serie di sfortunati eventi (Lemony Snicket's A Series of Unfortunate Events), regia di Brad Silberling (2004)
- Cinderella Man - Una ragione per lottare (Cinderella Man), regia di Ron Howard (2005)
- La Femme dans la chambre, regia di Damien Maric (2005)
- Jarhead, regia di Sam Mendes (2005)
- Little Children, regia di Todd Field (2006)
- Intrigo a Berlino (The Good German), regia di Steven Soderbergh (2006)
- Niente velo per Jasira (Towelhead), regia di Alan Ball (2007)
- WALL•E, regia di Andrew Stanton (2008)
- Revolutionary Road, regia di Sam Mendes (2008)
- Brothers, regia di Jim Sheridan (2009)
- The Help, regia di Tate Taylor (2011)
- The Iron Lady, regia di Phyllida Lloyd (2011)
- Il debito (The Debt), regia di John Madden (2011)
- I guardiani del destino (The Adjustment Bureau), regia di George Nolfi (2011)
- Marigold Hotel (The Best Exotic Marigold Hotel), regia di John Madden (2012)
- Skyfall, regia di Sam Mendes (2012)
- Effetti collaterali (Side Effects), regia di Steven Soderbergh (2013)
- Saving Mr. Banks, regia di John Lee Hancock (2013)
- Get on Up - La storia di James Brown (Get on Up), regia di Tate Taylor (2014)
- The Judge, regia di David Dobkin (2014)
- Ritorno al Marigold Hotel (The Second Best Exotic Marigold Hotel), regia di John Madden (2015)
- Malala (He Named Me Malala), regia di Davis Guggenheim (2015)
- Spectre, regia di Sam Mendes (2015)
- Il ponte delle spie (Bridge of Spies), regia di Steven Spielberg (2015)
- Alla ricerca di Dory (Finding Dory), regia di Andrew Stanton (2016)
- Passengers, regia di Morten Tyldum (2016)
- Vittoria e Abdul (Victoria & Abdul), regia di Stephen Frears (2017)
- Thank You for Your Service, regia di Jason Dean Hall (2017)
- High Flying Bird, regia di Steven Soderbergh (2019)
- Tolkien, regia di Dome Karukoski (2019)
- Highwaymen - L'ultima imboscata (The Highwaymen), regia di John Lee Hancock (2019)
- 1917, regia di Sam Mendes (2019)
- Lasciali parlare (Let Them All Talk), regia di Steven Soderbergh (2020)
- Fino all'ultimo indizio (The Little Things), regia di John Lee Hancock (2021)
- L'arma dell'inganno - Operation Mincemeat (Operation Mincemeat), regia di John Madden (2021)
- Io e Lulù (Dog), regia di Channing Tatum e Reid Carolin (2022)
- Non così vicino (A Man Called Otto), regia di Marc Forster (2022)
- Elemental, regia di Peter Sohn (2023)
- War Is Over! Inspired by the Music of John and Yoko, regia di Dave Mullins (2023) - cortometraggio
- Wonder: White Bird (White Bird: A Wonder Story), regia di Marc Forster (2024)
- Il club dei delitti del giovedì (The Thursday Murder Club), regia di Chris Columbus (2025)

## Riconoscimenti
Premio Oscar
- 1995 – Candidatura per la migliore colonna sonora per Le ali della libertà
- 1995 – Candidatura per la migliore colonna sonora per Piccole donne
- 1996 – Candidatura per la migliore colonna sonora (musical o commedia) per Eroi di tutti i giorni
- 2000 – Candidatura per la migliore colonna sonora per American Beauty
- 2003 – Candidatura per la migliore colonna sonora per Era mio padre
- 2004 – Candidatura per la migliore colonna sonora per Alla ricerca di Nemo
- 2005 – Candidatura per la migliore colonna sonora per Lemony Snicket - Una serie di sfortunati eventi
- 2007 – Candidatura per la migliore colonna sonora per Intrigo a Berlino
- 2009 – Candidatura per la migliore colonna sonora per WALL•E
- 2009 – Candidatura per la migliore canzone per Down to Earth in WALL•E (con Peter Gabriel)
- 2013 – Candidatura per la migliore colonna sonora per Skyfall
- 2014 – Candidatura per la migliore colonna sonora per Saving Mr. Banks
- 2016 – Candidatura per la migliore colonna sonora per Il ponte delle spie
- 2017 – Candidatura per la migliore colonna sonora per Passengers
- 2020 – Candidatura per la migliore colonna sonora per 1917

British Academy Film Awards
- 2000 – Migliore colonna sonora per American Beauty
- 2009 – Candidatura per la migliore colonna sonora per WALL•E
- 2013 – Migliore colonna sonora per Skyfall
- 2014 – Candidatura per la migliore colonna sonora per Saving Mr. Banks
- 2016 – Candidatura per la migliore colonna sonora per Il ponte delle spie
- 2020 – Candidatura per la migliore colonna sonora per 1917

Golden Globe
- 2000 – Candidatura per la migliore colonna sonora originale per American Beauty
- 2009 – Candidatura per la migliore canzone originale per Down to Earth in WALL•E
- 2012 – Candidatura per la migliore canzone originale per The Living Proof in The Help
- 2020 – Candidatura per la migliore colonna sonora originale per 1917

Primetime Creative Arts Emmy Awards
- 1991 – Candidatura per il miglior tema musicale originale di una sigla per Against the Law
- 2002 – Miglior tema musicale originale di una sigla per Six Feet Under
- 2019 – Candidatura per il miglior tema musicale originale di una sigla per Castle Rock

Critics' Choice Awards
- 2007 – Candidatura per il miglior compositore per Intrigo a Berlino
- 2014 – Candidatura per la migliore colonna sonora per Saving Mr. Banks
- 2020 – Candidatura per la migliore colonna sonora per 1917

Grammy Award
- 1995 – Candidatura per la migliore colonna sonora per un film o per la televisione per Le ali della libertà
- 1997 – Candidatura per la migliore colonna sonora per un film o per la televisione per Eroi di tutti i giorni
- 2001 – Migliore colonna sonora per un film, televisione o altri media audio-visivi per American Beauty
- 2003 – Miglior composizione strumentale per Six Feet Under
- 2003 – Miglior arrangiamento strumentale per Six Feet Under
- 2005 – Candidatura per la migliore colonna sonora per un film, televisione o altri media audio-visivi per Angels in America
- 2009 – Miglior canzone scritta per un film, televisione o altri media audio-visivi per Down to Earth in WALL•E (con Peter Gabriel)
- 2009 – Miglior arrangiamento strumentale per Define Dancing in WALL•E (con Peter Gabriel)
- 2009 – Candidatura per la migliore colonna sonora per un film, televisione o altri media audio-visivi per WALL•E
- 2014 – Migliore colonna sonora per un media audio-visivo per Skyfall
- 2015 – Candidatura per la migliore colonna sonora per un media audio-visivo per Saving Mr. Banks
- 2017 – Candidatura per la miglior composizione strumentale per Il ponte delle spie
- 2017 – Candidatura per la migliore colonna sonora per un media audio-visivo per End Title in Il ponte delle spie
- 2021 – Candidatura per la migliore colonna sonora per un media audio-visivo per 1917